# Apocalipse de Estêvão
O Apocalipse de Estêvão é um dos Apócrifos do Novo Testamento. O Estêvão em questão é um dos sete diáconos entre os Setenta Apóstolos.

## O texto
O texto descreve um conflito bem no início do Cristianismo sobre a natureza de Jesus de Nazaré. Estêvão aparece e reconta o Apocalipse de João como sendo uma verdade literal, o que a multidão declara como sendo blasfêmia, e Caifás acaba prendendo-o e castigando-o.
O texto também mostra Estêvão frente à Pilatos, a quem ele manda calar-se, e o ordena que reconheça Jesus. A história se passa antes da conversão de Paulo e, assim, continua descrevendo como ele persegue Estêvão e acaba crucificando-o. Porém, um anjo resgata Estêvão e, por isso, Saulo / Paulo tiveram chumbo derretido vertido em suas bocas e ouvidos, além de estacas fincadas em seus corações e pés. E um anjo novamente os salvou.
No dia seguinte, o texto afirma que Estêvão foi levado para ser julgado perante a multidão, mas, ao invés disso, Estêvão reconta uma suposta profecia feita por Natã sobre a vinda de Jesus, o que aborrece os guardas até o ponto de eles o prenderem e o levarem até o chefe da guarda. O Sinédrio decide que Estêvão deve ser apedrejado, mas Nicodemos e Gamaliel (o estudioso judeu) tentam defendê-lo com seus corpos e acabam morrendo na tentativa.
Após dez horas, Estêvão eventualmente morre e é sepultado num caixão de prata por Pilatos, contra os desejos dele. Um anjo então movimenta o corpo para onde Estêvão deseja ser sepultado, chocando Pilatos pela perda dos corpos, Ele então recebe uma visão de Estêvão e se converte. Da mesma forma, a memória de Estêvão é acreditada como sendo o motivo da conversão de Paulo.
Muitos estudiosos acreditam que Pilatos foi uma adição posterior ao texto, dado que o envolvimento dele na história parece um pouco desastrado, e o texto parece ser primordialmente uma tentativa de explicar a conversão de Paulo e sua vilania anterior. O texto também deixa claro o papel de Estêvão como sendo o primeiro mártir cristão.